# Фицджеральд, Пенелопа
Пенелопа Фицджеральд, урождённая Пенелопа Мэри Нокс (англ. Penelope Fitzgerald, 17 декабря 1916, Лондон — 28 апреля 2000, там же) — английская писательница.

## Биография
Дочь писателя Эдмунда Нокса, главного редактора популярнейшего британского журнала Панч (1932—1949), внучка епископа Манчестера Эдмунда Нокса (священником был и её дед с материнской стороны Эдвард Хикс, епископ Линкольна), племянница священника и писателя, автора детективных романов Рональда Нокса, филолога-классика Альфреда (Дилли) Нокса и филолога-библеиста Уилфреда Нокса. Окончила школу для девочек Wycombe Abbey, а затем Somerville College Оксфордского университета. Во время Второй мировой войны работала на Би-би-си. Преподавала в Академии театрального искусства, служила в книжной лавке.
Как писательница дебютировала поздно, опубликовав в 1975 году биографию художника-прерафаэлита Эдварда Бёрн-Джонса. В 1977 году появился её первый роман, комический детектив Золотой мальчик и жизнеописание её семьи Братья Нокс (сама она в книге не упоминается). В дальнейшем издала ещё восемь исторических и автобиографических романов.

## Книги

### Биографии
- Edward Burne-Jones (1975)
- The Knox Brothers (1977)
- Charlotte Mew and Her Friends: With a Selection of Her Poems (1984)

### Романы
- Золотой мальчик / The Golden Child (1977)
- Книжная лавка / The Bookshop (1978, автобиографический роман; шортлист Букеровской премии, фильм по роману сняла испанская кинорежиссёр Изабель Койшет)
- В открытом море / Offshore (1979, автобиографический роман; Букеровская премия)
- Голоса людей / Human Voices (1980, автобиографический роман)
- У Фредди / At Freddie’s (1982)
- Невинность / Innocence (1986, действие происходит в довоенной и послевоенной Италии)
- Начало весны / The Beginning of Spring (1988, действие романа происходит в России в 1913 году)
- Врата ангела / The Gate of Angels (1990, об английском физике в Кембридже накануне Первой мировой войны)
- Голубой цветок / The Blue Flower (1995, в США — 1997, роман о Новалисе; National Book Critics Circle Award)

### Сборники рассказов
- Средства спасения / The Means of Escape (2000)
- В Хирухараме / At Hiruharama (2000)

### Эссе и рецензии
- A House of Air, edited by Terence Dooley, with an introduction by Hermione Lee (2005)

### Письма
- So I Have Thought of You. The Letters of Penelope Fitzgerald, edited by Terence Dooley, with a preface by A. S. Byatt (2008, рецензия Джулиана Барнса: )

## Публикации на русском языке
- Хирухарама// Иностранная литература, 2012, № 12

## Признание
Golden PEN Award Британского ПЕН-клуба за жизнь, посвященную литературе (1999). В 2008 году газета Таймс включила Фицджеральд в число 50 крупнейших английских писателей послевоенного периода. В 2012 году газета The Observer назвала её книгу Голубой цветок среди 10 лучших исторических романов ().